# Anastasija Sevastova
Anastasija Sevastova, née le 13 avril 1990 à Liepāja, est une joueuse de tennis lettonne d'origine russe, professionnelle depuis 2006.

## Carrière professionnelle
En mai 2010, alors 74e mondiale, elle remporte le tournoi d'Estoril face à l'Espagnole Arantxa Parra Santonja en finale, après avoir notamment éliminé au premier tour la favorite de la compétition, la Hongroise Ágnes Szávay.
À cause de blessures persistantes, elle annonce sa retraite sportive en mai 2013, à l'âge de 23 ans. Elle revient toutefois sur le circuit à partir d'avril 2015.

### 2016 - Premier quart de finale en Grand Chelem
En août, lors de l'US Open, elle réalise l'une des meilleures performances de sa carrière en éliminant au second tour l'Espagnole Garbiñe Muguruza, tête de série no 3 (7-5, 6-4) et en huitième la 14e mondiale Johanna Konta (6-4, 7-5), pour se qualifier pour son premier quart de finale en Grand Chelem. Elle se fait battre sèchement en deux manches par la Danoise Caroline Wozniacki.

### 2017 - Second titre et second quart de finale à l'US Open
En 2017, Anastasija Sevastova réalise à Dubaï une bonne semaine en atteignant les demi-finales ; en vainquant Irina-Camelia Begu, Alison Riske, puis les Chinoises Peng Shuai et Wang Qiang, avant d'être battue (3-6, 4-6) en 1 h 26 par Caroline Wozniacki.

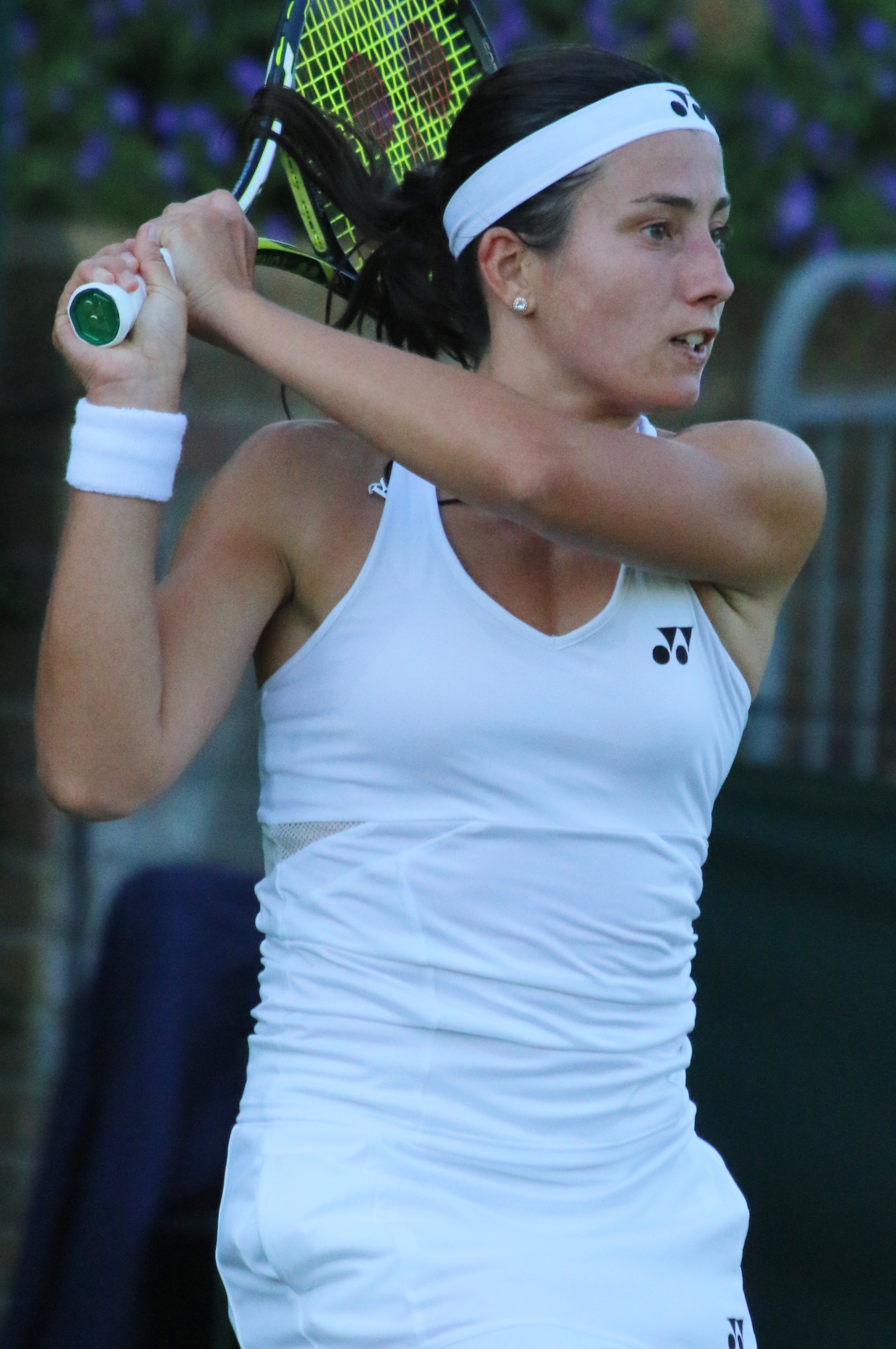
À Wimbledon 2017.

Sur terre battue, au tournoi de Stuttgart, elle vainc Samantha Stosur en trois manches et la 7e mondiale, Johanna Konta (6-3, 7-5 non spécialiste de la surface). Mais perdant contre la 5e mondiale, Simona Halep (3-6, 1-6) sèchement. Enfin à Madrid, elle atteint à nouveau les demi-finales en battant notamment la 3e mondiale Karolína Plíšková (6-3, 6-3) et Kiki Bertens sur le même score en quart. Elle perd encore une fois contre Simona Halep (2-6, 3-6), qui devient une bête noire.
Sevastova remporte fin juin sur gazon au tournoi de Calvià en Espagne, son premier titre depuis son deuxième retour en 2015. En tant que tête de série numéro 2, elle parvient à battre Elise Mertens (7-62, 5-7, 6-1), Varvara Lepchenko (6-72, 6-1, 6-3), puis Ana Konjuh (7-5, 1-6, 7-65) en quart, et prenant sa revanche de l'année passée en battant facilement Caroline Garcia en deux sets au bout de 1 h 15 de jeu pour aller en finale. La Lettonne vient à bout de Julia Görges (6-4, 3-6, 6-3), pour remporter le second titre de sa carrière, le premier depuis sept ans.
Lors de l'US Open, Anastasija Sevastova passe facilement ses premiers tours pour arriver jusqu'en huitième de finale avec des victoires sur Carina Witthöft, la qualifiée Kateryna Kozlova et Donna Vekić (6-2, 6-3). Elle réussit à battre Maria Sharapova au terme d'un gros combat physique (5-7, 6-4, 6-2) de plus de deux heures de jeu. Encore une fois, Sevastova dispute un match endurant de 2 h 28 contre l'Américaine Sloane Stephens, mais perd sur le fil dans la dernière manche (3-6, 6-3, 6-74).
En novembre, au Tournoi des championnes, elle perd en demi-finale devant Julia Görges. Elle termine la saison à la 16e place du classement mondial.

### 2018. Troisième titre, première demi-finale en Grand Chelem, première finale en Premier Mandatory,11emondiale

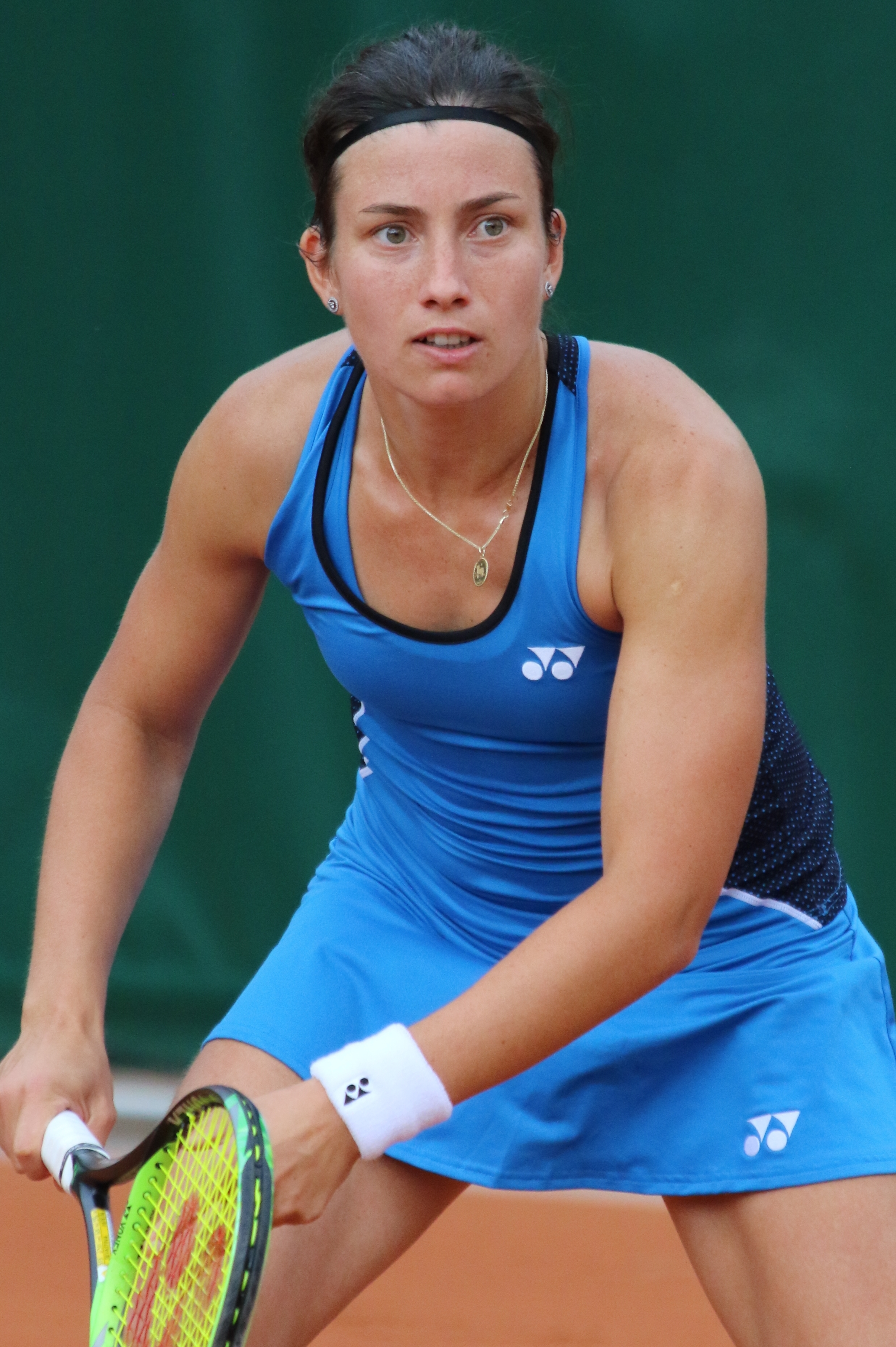
Roland-Garros 2018, premier tour du double.

En janvier 2018, à Brisbane, Sevastova s'incline en demi-finale devant Aliaksandra Sasnovich. En avril, à Charleston, elle perd en demi-finale devant Julia Görges. En juin, à Majorque, tenante du titre, elle atteint une nouvelle fois la finale, qui est remportée par Tatjana Maria. En juillet, à Bucarest, elle obtient son troisième titre WTA en battant en finale Petra Martić. En août, à Montréal, elle atteint les quarts de finale, où elle est dominée par la no 3 mondiale Sloane Stephens (2-6, 2-6).
À l'US Open, elle sort Donna Vekić, puis Claire Liu. Au troisième tour, elle éprouve des difficultés face à Ekaterina Makarova, mais finit par s'imposer (4-6, 6-1, 6-2). En huitième, elle écarte la 7e mondiale Elina Svitolina, atteignant ainsi son troisième quart d'affilée dans ce tournoi. Là, elle prend sa revanche sur la no 3 et tenante du titre Sloane Stephens (6-2, 6-3). Accédant à sa première demi-finale en Grand Chelem, elle est dominée par Serena Williams (3-6, 0-6).
En octobre, en demi-finale du Premier Mandatory de Pékin, elle sort Naomi Osaka (6-4, 6-4). En finale, elle cède face à la no 2 mondiale Caroline Wozniacki (3-6, 3-6). Le 8 octobre, elle est 12e mondiale, et la semaine suivante 11e, ce qui constitue son meilleur classement. À Moscou, elle s'arrête en demi-finale, face à Ons Jabeur (3-6, 6-3, 3-6).

### 2019. Huitièmes à Melbourne et Roland-Garros, quatrième titre

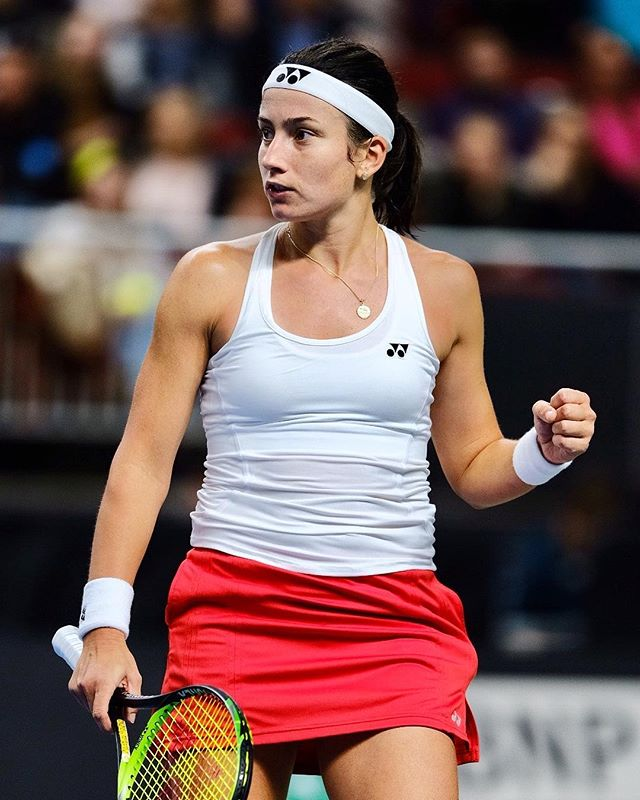
À Riga en février 2019, lors des éliminatoires de la Fed Cup.

En janvier 2019, à Brisbane, Sevastova est éliminée en quart de finale par Naomi Osaka (6-3, 0-6, 4-6). À l'Open d'Australie, elle atteint les huitièmes, où elle s'incline à nouveau devant Naomi Osaka (6-4, 3-6, 4-6), qui va remporter le titre. Elle connaît ensuite deux mois et demi de résultats décevants, en raison notamment de blessures.
En avril, à Stuttgart, elle atteint les quarts, où elle est battue, non sans mal, par la no 3 mondiale Petra Kvitová (2-6, 6-2, 6-3). En mai, au troisième tour de Roland-Garros, face à Elise Mertens, elle sauve cinq balles de match et l'emporte (63-7, 6-4, 11-9), au terme d'un match de 3 heures et 18 minutes. Elle atteint pour la première fois les huitièmes de finale de ce tournoi. Elle est dominée par Markéta Vondroušová (2-6, 0-6). À Majorque, après trois finales d'affilée, elle s'arrête cette fois-ci en demi-finale, sortie par Sofia Kenin (4-6, 6-4, 2-6). En juillet, devant le public letton, elle remporte à Jurmala son quatrième titre, en s'imposant en finale face à la Polonaise Katarzyna Kawa (3-6, 7-5, 6-4). En octobre, elle sort du top 20 (25e).

### 2020 et 2021. Peu de résultats significatifs
La saison 2020 est perturbée par la pandémie de covid 19. Bon nombre de tournois sont annulés. Les résultats de Sevastova sont très décevants. Elle ne dépasse jamais le premier tour, sauf en août à l'US Open, où elle dispose de Coco Gauff au premier tour (6-3, 5-7, 6-4). Elle s'incline au deuxième tour devant Marta Kostyuk (3-6, 65-7).
Le 11 janvier 2021, elle sort du top 50, ce qui ne lui était plus arrivé depuis août 2016. Dans la saison, ses meilleurs résultats sont des quarts de finale à Adélaïde, Miami et Eastbourne. Elle termine l'année 70e mondiale.

### 2022-2024. Arrêt blessure, pause maternité, nouvel arrêt blessure

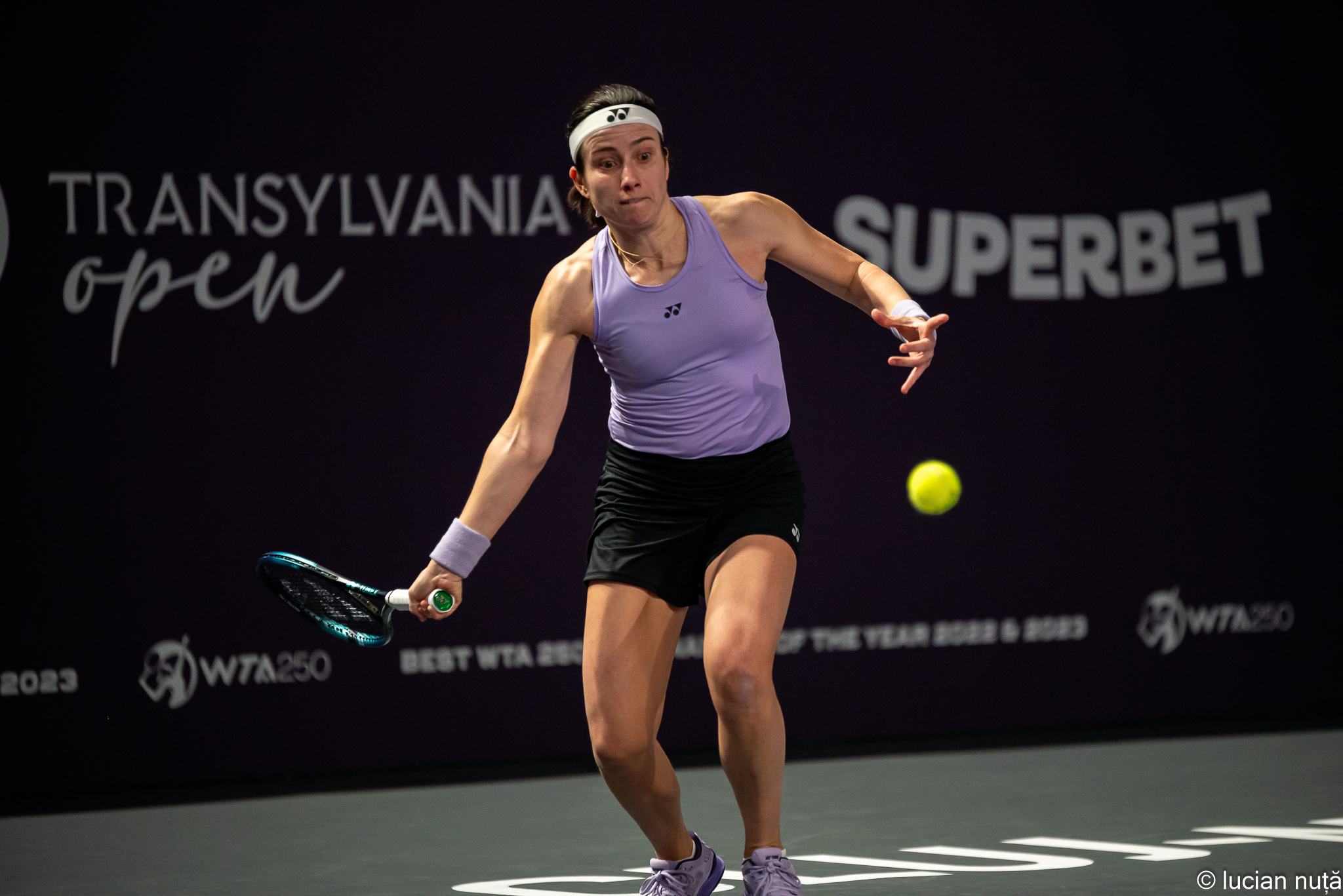
Au Transylvania Open, en février 2024.

En 2022, elle ne joue que trois matchs. En février, en raison d'une blessure à l'épaule qui la handicape depuis plusieurs mois, elle doit arrêter de jouer. Elle enchaîne sur une pause maternité, donnant le jour à une petite fille en décembre.
En novembre 2023, elle obtient une invitation pour le tournoi d'Andorre, où elle atteint les quarts de finale. En décembre, à Limoges, elle est également en quart de finale. Elle termine l'année 681e mondiale. 
En mars 2024, en quart d'Austin, elle est victime d'une rupture des ligaments croisés du genou gauche. Elle doit cesser de jouer une nouvelle fois.

### 2025. Retour à la compétition
Elle ne retrouve la compétition que 13 mois plus tard, en avril 2025, au 75 000 $ de Koper. Elle vient d'avoir 35 ans, et pointe à la 666e place du classement WTA. Son deuxième tournoi est Madrid, où elle sort Anastasia Pavlyuchenkova au premier tour (6-4, 7-5) et Jelena Ostapenko au deuxième (7-62, 6-2). En mai, à Rabat, elle atteint les quarts de finale.
En août, 386e mondiale, elle crée la surprise au troisième tour de Montréal en éliminant la no 4 et double tenante du titre Jessica Pegula (3-6, 6-4, 6-1). En huitième, elle ne fait pas le poids face à Naomi Osaka (1-6, 0-6).

## Palmarès

### Titres en simple dames
| No | Date       | Nom et lieu du tournoi   | Catégorie | Dotation  | Surface      | Finaliste              | Score         |          |
| -- | ---------- | ------------------------ | --------- | --------- | ------------ | ---------------------- | ------------- | -------- |
| 1  | 03-05-2010 | Estoril Open, Estoril    | Intern'l  | 220 000 $ | Terre (ext.) | Arantxa Parra Santonja | 6-2, 7-5      | Parcours |
| 2  | 19-06-2017 | Mallorca Open, Calvià    | Intern'l  | 250 000 $ | Gazon (ext.) | Julia Görges           | 6-4, 3-6, 6-3 | Parcours |
| 3  | 16-07-2018 | Bucharest Open, Bucarest | Intern'l  | 250 000 $ | Terre (ext.) | Petra Martić           | 7-64, 6-2     | Parcours |
| 4  | 22-07-2019 | Baltic Open, Jurmala     | Intern'l  | 226 750 $ | Terre (ext.) | Katarzyna Kawa         | 3-6, 7-5, 6-4 | Parcours |

### Finales en simple dames
| No | Date       | Nom et lieu du tournoi   | Catégorie | Dotation    | Surface      | Vainqueure         | Score    |          |
| -- | ---------- | ------------------------ | --------- | ----------- | ------------ | ------------------ | -------- | -------- |
| 1  | 13-06-2016 | Mallorca Open, Calvià    | Intern'l  | 250 000 $   | Gazon (ext.) | Caroline Garcia    | 6-3, 6-4 | Parcours |
| 2  | 11-07-2016 | Bucharest Open, Bucarest | Intern'l  | 250 000 $   | Terre (ext.) | Simona Halep       | 6-0, 6-0 | Parcours |
| 3  | 18-06-2018 | Mallorca Open, Majorque  | Intern'l  | 250 000 $   | Gazon (ext.) | Tatjana Maria      | 6-4, 7-5 | Parcours |
| 4  | 29-09-2018 | China Open, Pékin        | PREMIER*  | 8 285 274 $ | Dur (ext.)   | Caroline Wozniacki | 6-3, 6-3 | Parcours |

### Titre en double dames
Aucun

### Finale en double dames
| No | Date       | Nom et lieu du tournoi | Catégorie | Dotation  | Surface      | Vainqueures                  | Partenaire      | Score   |          |
| -- | ---------- | ---------------------- | --------- | --------- | ------------ | ---------------------------- | --------------- | ------- | -------- |
| 1  | 19-06-2017 | Mallorca Open Majorque | Intern'l  | 250 000 $ | Gazon (ext.) | Chan Yung-jan Martina Hingis | Jelena Janković | forfait | Parcours |

## Parcours en Grand Chelem

### En simple dames
| Année | Open d'Australie | Open d'Australie   | Internationaux de France | Internationaux de France | Wimbledon       | Wimbledon           | US Open         | US Open              |
| ----- | ---------------- | ------------------ | ------------------------ | ------------------------ | --------------- | ------------------- | --------------- | -------------------- |
| 2008  | —                | —                  | —                        | —                        | Q1              | Vesna Manasieva     | —               | —                    |
| 2009  | Q1               | Elena Baltacha     | 1er tour (1/64)          | Melinda Czink            | 1er tour (1/64) | Kateryna Bondarenko | 2e tour (1/32)  | Svetlana Kuznetsova  |
| 2010  | 1er tour (1/64)  | A. Pavlyuchenkova  | 1er tour (1/64)          | Johanna Larsson          | 1er tour (1/64) | Justine Henin       | 2e tour (1/32)  | Svetlana Kuznetsova  |
| 2011  | 1/8 de finale    | Caroline Wozniacki | 1er tour (1/64)          | Lucie Hradecká           | 1er tour (1/64) | Sabine Lisicki      | 1er tour (1/64) | Vera Dushevina       |
| 2012  | —                | —                  | —                        | —                        | —               | —                   | Q3              | Magdaléna Rybáriková |
| 2013  | Q1               | Johanna Konta      | —                        | —                        | —               | —                   | —               | —                    |
|       |                  |                    |                          |                          |                 |                     |                 |                      |
| 2015  | —                | —                  | —                        | —                        | —               | —                   | Q1              | María Sákkari        |
| 2016  | 2e tour (1/32)   | Ana Ivanović       | 2e tour (1/32)           | Karin Knapp              | 1er tour (1/64) | Francesca Schiavone | 1/4 de finale   | Caroline Wozniacki   |
| 2017  | 3e tour (1/16)   | Garbiñe Muguruza   | 3e tour (1/16)           | Petra Martić             | 2e tour (1/32)  | Heather Watson      | 1/4 de finale   | Sloane Stephens      |
| 2018  | 2e tour (1/32)   | Maria Sharapova    | 1er tour (1/64)          | M. Duque Mariño          | 1er tour (1/64) | Camila Giorgi       | 1/2 finale      | Serena Williams      |
| 2019  | 1/8 de finale    | Naomi Osaka        | 1/8 de finale            | Markéta Vondroušová      | 2e tour (1/32)  | Danielle Collins    | 3e tour (1/16)  | Petra Martić         |
| 2020  | 1er tour (1/64)  | Ajla Tomljanović   | —                        | —                        | Annulé          | Annulé              | 2e tour (1/32)  | Marta Kostyuk        |
| 2021  | 1er tour (1/64)  | Kaia Kanepi        | 1er tour (1/64)          | Jennifer Brady           | 3e tour (1/16)  | Barbora Krejčíková  | 1er tour (1/64) | Kateřina Siniaková   |
| 2022  | 1er tour (1/64)  | Magda Linette      | —                        | —                        | —               | —                   | —               | —                    |
|       |                  |                    |                          |                          |                 |                     |                 |                      |
| 2025  | —                | —                  | —                        | —                        | 1er tour (1/64) | Jasmine Paolini     |                 |                      |

N.B. : à droite du résultat se trouve le nom de l'ultime adversaire.

### En double dames
| Année | Open d'Australie                                                                        | Open d'Australie                                                                               | Internationaux de France                                                                 | Internationaux de France                                                               | Wimbledon                                                                            | Wimbledon | US Open                                                                               | US Open |
| ----- | --------------------------------------------------------------------------------------- | ---------------------------------------------------------------------------------------------- | ---------------------------------------------------------------------------------------- | -------------------------------------------------------------------------------------- | ------------------------------------------------------------------------------------ | --------- | ------------------------------------------------------------------------------------- | ------- |
| 2010  | 1er tour (1/32) M. Kondratieva \|\| style="text-align:left;" \| V. Razzano Y. Wickmayer | 2e tour (1/16) R. Kulikova \|\| style="text-align:left;" \| Chan Yung-jan Zheng Jie            | 1er tour (1/32) R. Kulikova \|\| style="text-align:left;" \| Elena Baltacha Olga Savchuk | 1er tour (1/32) A. Keothavong \|\| style="text-align:left;" \| T. Bacsinszky T. Garbin |                                                                                      |           |                                                                                       |         |
| 2011  | 1er tour (1/32) S. Bammer \|\| style="text-align:left;" \| A. Hlaváčková L. Hradecká    | 1er tour (1/32) O. Savchuk \|\| style="text-align:left;" \| K. Date Zhang S.                   | 1er tour (1/32) O. Savchuk \|\| style="text-align:left;" \| N. Llagostera A. Parra       | 2e tour (1/16) Zhang S. \|\| style="text-align:left;" \| S. Errani R. Vinci            |                                                                                      |           |                                                                                       |         |
|       |                                                                                         |                                                                                                |                                                                                          |                                                                                        |                                                                                      |           |                                                                                       |         |
| 2016  | —                                                                                       | —                                                                                              | —                                                                                        | —                                                                                      | —                                                                                    | —         | 1er tour (1/32) Ç. Büyükakçay \|\| style="text-align:left;" \| D. Kovinić A. Rosolska |         |
| 2017  | 2e tour (1/16) A. Beck \|\| style="text-align:left;" \| Caroline Garcia K. Mladenovic   | 1er tour (1/32) M. Minella \|\| style="text-align:left;" \| R. Olaru O. Savchuk                | 1er tour (1/32) M. Minella \|\| style="text-align:left;" \| İpek Soylu V. Wongteanchai   | 2e tour (1/16) J. Janković \|\| style="text-align:left;" \| Chan Y.-j. M. Hingis       |                                                                                      |           |                                                                                       |         |
| 2018  | 2e tour (1/16) E. Alexandrova \|\| style="text-align:left;" \| G. Dabrowski Xu Y.       | 1er tour (1/32) M. Minella \|\| style="text-align:left;" \| N. Kichenok A. Rodionova           | 1er tour (1/32) M. Minella \|\| style="text-align:left;" \| G. García Pérez F. Stollár   | 1/4 de finale A. Pavlyuchenkova \|\| style="text-align:left;" \| S. Stosur Zhang S.    |                                                                                      |           |                                                                                       |         |
| 2019  | 1er tour (1/32) A. Pavlyuchenkova \|\| style="text-align:left;" \| Han X. D. Jurak      | 1er tour (1/32) A. Pavlyuchenkova \|\| style="text-align:left;" \| E. Alexandrova V. Zvonareva | —                                                                                        | —                                                                                      | 1/8 de finale A. Pavlyuchenkova \|\| style="text-align:left;" \| Duan Y.-Y. Zheng S. |           |                                                                                       |         |
| 2020  | 1er tour (1/32) Tatjana Maria \|\| style="text-align:left;" \| K. Flipkens T. Townsend  | —                                                                                              | —                                                                                        | annulé                                                                                 | annulé                                                                               | —         | —                                                                                     |         |
| 2021  | 1er tour (1/32) A. Pavlyuchenkova \|\| style="text-align:left;" \| Xu Y. Yang Z.        | —                                                                                              | —                                                                                        | —                                                                                      | —                                                                                    | —         | —                                                                                     |         |
|       |                                                                                         |                                                                                                |                                                                                          |                                                                                        |                                                                                      |           |                                                                                       |         |
| 2025  | —                                                                                       | —                                                                                              | —                                                                                        | —                                                                                      | 1er tour (1/32) Y. Wickmayer \|\| style="text-align:left;" \| E.-G. Ruse M. Kostyuk  |           |                                                                                       |         |

N.B. : le nom de la partenaire se trouve sous le résultat ; les noms des ultimes adversaires se trouvent à droite.

## Parcours en «Premier» et WTA 1000
Les tournois WTA « Premier Mandatory » et « Premier 5 » (entre 2009 et 2020) et WTA 1000 (à partir de 2021) constituent les catégories d'épreuves les plus prestigieuses, après les quatre levées du Grand Chelem. 

De 2009 à 2023, les tournois Premier Mandatory (dits tournois WTA 1000 obligatoires entre 2021 et 2023) regroupent Indian Wells, Miami, Madrid et Pékin, les autres constituant les tournois Premier 5 (tournois WTA 1000 non-obligatoires). À partir de 2024, le nombre de tournois WTA 1000 passe à 10 par saison (fin de l’alternance Doha / Dubaï), ces derniers devenant tous obligatoires et offrant tous 1000 points à la vainqueure (contre 900 points précédemment pour les tournois Premier 5).

### En simple dames
| Année |       |                              |                             |                                  |                              |                            |                                  |                           |                               |                              |  |                                   |
| Doha  | Dubaï | Indian Wells                 | Miami                       | Madrid                           | Rome                         | Canada                     | Cincinnati                       | Pékin                     |                               | Tokyo                        |  |                                   |
| Doha  | Dubaï | Indian Wells                 | Miami                       | Madrid                           | Rome                         | Canada                     | Cincinnati                       | Pékin                     | Wuhan                         |                              |  |                                   |
| Doha  | Dubaï | Indian Wells                 | Miami                       | Madrid                           | Rome                         | Canada                     | Cincinnati                       | Pékin                     |                               |                              |  |                                   |
| 2010  |       | Hors calendrier              | 2e tour (1/16) A. Radwańska | 3e tour (1/16) V. Zvonareva      |                              |                            |                                  |                           |                               | 1/4 de finale Li N.          |  |                                   |
| 2011  |       | WTA 500                      | 2e tour (1/16) A. Radwańska | 2e tour (1/32) A. Pavlyuchenkova |                              |                            |                                  |                           |                               |                              |  | 1er tour (1/32) B. Strýcová       |
|       |       |                              |                             |                                  |                              |                            |                                  |                           |                               |                              |  |                                   |
| 2016  |       | 1er tour (1/32) E. Bouchard  | WTA 500                     |                                  |                              |                            |                                  |                           |                               | 1er tour (1/32) J. Konta     |  | 1er tour (1/32) Y. Putintseva     |
| 2017  |       | WTA 500                      | 1/2 finale C. Wozniacki     | 2e tour (1/32) L. Davis          | 2e tour (1/32) S. Cîrstea    | 1/2 finale S. Halep        | 2e tour (1/16) A. Pavlyuchenkova | 2e tour (1/16) N. Osaka   | 3e tour (1/8) S. Halep        | 1er tour (1/32) M. Sharapova |  | 1er tour (1/32) E. Makarova       |
| 2018  |       | 3e tour (1/8) S. Halep       | WTA 500                     | 4e tour (1/8) V. Williams        | 3e tour (1/16) V. Azarenka   | 2e tour (1/16) K. Bertens  | 3e tour (1/8) C. Wozniacki       | 1/4 de finale S. Stephens | 1er tour (1/32) C. Giorgi     | Finale C. Wozniacki          |  | 1er tour (1/32) A. Pavlyuchenkova |
| 2019  |       | WTA 500                      | 1er tour (1/32) Hsieh S-w.  | 3e tour (1/16) A. Kontaveit      | 3e tour (1/16) Y. Putintseva | 3e tour (1/8) K. Bertens   | 1er tour (1/32) B. Bencic        | 1er tour (1/32) Zhang S.  | 1er tour (1/32) S. Kuznetsova | 1er tour (1/32) E. Svitolina |  | 1er tour (1/32) C. McHale         |
| 2020  |       | 1er tour (1/32) A. Kontaveit | WTA 500                     | Annulé                           | Annulé                       | Annulé                     | 1er tour (1/32) J. Paolini       | Annulé                    | 1er tour (1/32) K. Mladenovic | Annulé                       |  | Annulé                            |
| 2021  |       | WTA 500                      | 2e tour (1/16) Ka. Plíšková | 2e tour (1/32) O. Jabeur         | 1/4 de finale E. Svitolina   | 3e tour (1/8) P. Badosa    | 2e tour (1/16) Ka. Plíšková      | 1er tour (1/32) C. Gauff  |                               | Annulé                       |  | Annulé                            |
|       |       |                              |                             |                                  |                              |                            |                                  |                           |                               |                              |  |                                   |
| 2025  |       |                              |                             |                                  |                              | 3e tour (1/16) D. Shnaider | 1er tour (1/64) L. Bronzetti     | 4e tour (1/8) N. Osaka    | 2e tour (1/32) A. Krueger     |                              |  |                                   |

Sous le résultat, l’ultime adversaire.
1. 1 2   Les tournois de Doha et Dubaï alternent le statut de tournoi WTA 1000 (ex Premier 5) entre 2009 et 2023 : les trois premières éditions ont lieu à Dubaï, les trois suivantes à Doha, puis Dubaï accueille le tournoi de cette catégorie les années impaires et Dubaï les années paires. De 2011 à 2023, la ville qui n’accueille pas de WTA 1000 organise à la place un tournoi WTA 500 (ex Premier).
2. 1 2 3 4 5 6 7   L’ordre de déroulement des tournois a évolué depuis 2009 : Rome se dispute avant Madrid et Cincinnati avant Montréal/Toronto jusqu’en 2010, tandis que Tokyo (2009-2013)-Wuhan (2014-2019, 2024-)-Guadalajara (2022-2023) ont lieu avant Pékin jusqu’en 2023.
3. 1 2 3 4 5 6 7 8  Du fait de la pandémie de Covid-19, les tournois d’Indian Wells, de Miami, de Madrid, du Canada, de Wuhan et de Pékin sont annulés en 2020. Ces deux derniers le sont également en 2021. Pour des raisons d’organisation, le tournoi de Cincinnati 2020 a exceptionnellement lieu à Flushing Meadows à New York.

## Parcours aux Jeux olympiques

### En simple dames
| # | Date       | Nom de l'olympiade         | Surface    | Résultat        | Ultime adversaire | Score         |          |
| - | ---------- | -------------------------- | ---------- | --------------- | ----------------- | ------------- | -------- |
| 1 | 31/07/2021 | Olympic Tennis Event Tokyo | Dur (ext.) | 1er tour (1/32) | Fiona Ferro       | 2-6, 6-4, 6-2 | Parcours |

### En double dames
| # | Date       | Nom de l'olympiade         | Surface    | Résultat        | Partenaire       | Ultimes adversaires         | Score          |          |
| - | ---------- | -------------------------- | ---------- | --------------- | ---------------- | --------------------------- | -------------- | -------- |
| 1 | 24/07/2021 | Olympic Tennis Event Tokyo | Dur (ext.) | 1er tour (1/16) | Jeļena Ostapenko | Ellen Perez Samantha Stosur | 4-6, 6-1, 10-5 | Parcours |

## Classements WTA en fin de saison
| Année          | 2006 | 2007 | 2008 | 2009 | 2010 | 2011 | 2012 | 2013 | 2014 | 2015 | 2016 | 2017 | 2018 | 2019 | 2020 | 2021 | 2022 | 2023 | 2024 |
| Rang en simple | 529  | 267  | 194  | 83   | 45   | 94   | 181  | –    | –    | 110  | 34   | 16   | 12   | 27   | 54   | 70   | 677  | –    | 372  |
| Rang en double | –    | –    | 472  | 238  | 208  | 341  | –    | –    | –    | 284  | 197  | 86   | 57   | 150  | 168  | 654  | –    | –    | –    |

Source : (en) Classements de Anastasija Sevastova sur le site officiel de la Fédération internationale de tennis

## Records et statistiques

### Victoires sur le top 10
Toutes ses victoires sur des joueuses classées dans le top 10 de la WTA lors de la rencontre.
|    |        |  | Tournoi   | Année | Surface      |                 | Adversaire        | Rang  | Tour           | Score           | Tableau |
| -- | ------ |  | --------- | ----- | ------------ | --------------- | ----------------- | ----- | -------------- | --------------- | ------- |
| 1  | no 72  |  | Monterrey | 2010  | Dur          |                 | Jelena Janković   | no 9  | 1/16           | 5-7, 6-4, 6-4   | Tableau |
| 2  | no 55  |  | Pékin     | 2010  | Dur          |                 | Samantha Stosur   | no 8  | 1/32           | 2-6, 7-65, 7-5  | Tableau |
| 3  | no 48  |  | US Open   | 2016  | Dur          |                 | Garbiñe Muguruza  | no 3  | 1/32           | 7-5, 6-4        | Tableau |
| 4  | no 26  |  | Stuttgart | 2017  | Terre battue |                 | Johanna Konta     | no 7  | 1/8            | 6-3, 7-5        | Tableau |
| 5  | no 22  |  | Madrid    | 2017  | Terre battue |                 | Karolína Plíšková | no 3  | 1/16           | 6-3, 6-3        | Tableau |
| 6  | no 19  |  | Canada    | 2018  | Dur          |                 | Julia Görges      | no 10 | 1/8            | 6-3, 7-62       | Tableau |
| 7  | no 18  |  | US Open   | 2018  | Dur          |                 | Elina Svitolina   | no 7  | 1/8            | 6-3, 1-6, 6-0   | Tableau |
| 8  | no 18  |  | US Open   | 2018  | Dur          | Sloane Stephens | no 3              | 1/4   | 6-2, 6-3       |                 | Tableau |
| 9  | no 20  |  | Pékin     | 2018  | Dur          |                 | Naomi Osaka       | no 6  | 1/2            | 6-4, 6-4        | Tableau |
| 10 | no 41  |  | Fed Cup   | 2020  | Dur          |                 | Serena Williams   | no 9  | Qualifications | 7-65, 2-6, 7-64 | Tableau |
| 11 | no 386 |  | Canada    | 2025  | Dur          |                 | Jessica Pegula    | no 4  | 1/16           | 3-6, 6-4, 6-1   | Tableau |

| Légende         |
| Grand Chelem    |
| Masters         |
| Jeux olympiques |
| Elite Trophy    |
| Premier         |
| Intern'l        |
| Fed Cup         |